# 扎布切 (科羅斯堅區)
50°58′34″N 28°33′21″E / 50.97611°N 28.55583°E
扎布切（烏克蘭語：Жабче），是烏克蘭的村落，位於該國北部日托米爾州，由科羅斯堅區負責管轄，始建於1838年，面積1.44平方公里，海拔高度183米，2001年人口502，人口密度每平方公里348.13人。